# Óscar Aguirregaray
Óscar Osvaldo Aguirregaray Acosta (Artigas, 25 de octubre de 1959) es un exfutbolista y entrenador de fútbol uruguayo. Jugaba de defensa y vistió las dos camisetas grandes de su país. Fue ayudante técnico de Pablo Bengoechea en Club Alianza Lima. Es el padre del también futbolista Matías Aguirregaray y tío político del arquero Gastón Guruceaga; además formó parte del Segundo Quinquenio de Oro del Club Atlético Peñarol.

## Selección nacional
Ha sido internacional con la Selección de fútbol de Uruguay en 10 oportunidades entre 1987 y 1997. Participó en dos de las últimas tres conquistas continentales de su selección.

### Participaciones en Copa América
| Copa              | Sede      | Resultado |
| ----------------- | --------- | --------- |
| Copa América 1987 | Argentina | Campeón   |
| Copa América 1995 | Uruguay   | Campeón   |

## Clubes

### Como jugador
| Club              | País    | Año       |
| ----------------- | ------- | --------- |
| Nacional          | Uruguay | 1980-1985 |
| Defensor Sporting | Uruguay | 1986-1988 |
| Internacional     | Brasil  | 1988-1989 |
| Palmeiras         | Brasil  | 1990-1991 |
| Defensor Sporting | Uruguay | 1991-1993 |
| Peñarol           | Uruguay | 1994-2001 |

### Como entrenador
| Club                     | País    | Año         |
| ------------------------ | ------- | ----------- |
| River Plate              | Uruguay | 2005 - 2006 |
| Danubio (A.T.)           | Uruguay | 2010        |
| Selección peruana (A.T.) | Perú    | 2010        |
| Alianza Lima (A.T.)      | Perú    | 2016 - 2020 |

## Palmarés

### Campeonatos nacionales
| Título              | Club              | País    | Año  |
| ------------------- | ----------------- | ------- | ---- |
| Campeonato Uruguayo | Nacional          | Uruguay | 1983 |
| Campeonato Uruguayo | Defensor Sporting | Uruguay | 1987 |
| Campeonato Uruguayo | Defensor Sporting | Uruguay | 1991 |
| Campeonato Uruguayo | Peñarol           | Uruguay | 1994 |
| Campeonato Uruguayo | Peñarol           | Uruguay | 1995 |
| Campeonato Uruguayo | Peñarol           | Uruguay | 1996 |
| Campeonato Uruguayo | Peñarol           | Uruguay | 1997 |
| Campeonato Uruguayo | Peñarol           | Uruguay | 1999 |

### Copas internacionales
| Título                | Club               | País    | Año  |
| --------------------- | ------------------ | ------- | ---- |
| Copa Libertadores     | Nacional           | Uruguay | 1980 |
| Copa Intercontinental | Nacional           | Uruguay | 1980 |
| Copa América          | Selección uruguaya | Uruguay | 1987 |
| Copa América          | Selección uruguaya | Uruguay | 1995 |